# ヘルベルト・バウマン
ヘルベルト・バウマン（Herbert Baumann、1925年7月31日 - 2020年1月21日）は、ドイツの作曲家・指揮者。
ベルリン出身。18歳でドイツ国防軍に召集され、バイエルンで終戦を迎えた。ベルリンに戻った後、父親の希望で建築を学ぶが、すぐに音楽に転向した。1947年からドイツ劇場の指揮者となり、そのかたわら作曲をポール・ヘファーとボリス・ブラッハーに師事した。今日までに500以上の劇場音楽を作曲し、さらに30本以上の映画音楽を作曲している。

## 主な作品

### 管弦楽
- バレエ音楽「不思議の国のアリス」
- バレエ音楽「ルンペルシュティルツヒェン」
- ギターと弦楽のための協奏曲
- マンドリンと弦楽のための協奏曲
- ギター・マンドリンと弦楽のための協奏曲

### 室内楽
- ディヴェルティメント（オーボエ・クラリネットとファゴットのための）
- 木管五重奏曲
- モーツァルトとのロンド（オーボエ・クラリネット・ホルンとファゴットのための）
- 秋の音楽（ヴァイオリン・ヴィオラとチェロのための）
- 弦楽四重奏曲ハ長調
- シューベルトの主題による変奏曲（12のチェロのための）

### マンドリンオーケストラ
- ソナチネ
- ゼクエンツェン
- コンチェルト・カプリツィオーソ
- ターフェルムジーク
- 鳥、果実と風